# 陆居仁
陸居仁（?—?），字宅之，號巢松翁，松江華亭人。

## 生平
生卒年皆不詳。元泰定三年（1326年）丙寅以《詩經》舉鄉試，隐居不仕，善草書，教授學徒以终。约卒於洪武十年（1377年）。居仁與楊維楨、錢惟善相唱和，被称为“元末三高士”，及歿，同葬山中，人稱“三高士墓”。有《松雲野褐集》传世。

## 延伸阅读
[在维基数据编辑]
 《明史卷二百八十五》，出自《明史》